# Snapphanebygdens Sparbank
Snapphanebygdens Sparbank är en svensk sparbank med verksamhet i Hässleholms och Osby kommuner och kontor i Bjärnum.
Banken har sitt ursprung i Norra Åkarps Sparbank som grundades 1868. 1956 bytte man namn till Bjärnums Sparbank. 1983 slogs banken ihop med Visseltofta Sparbank och nuvarande namn antogs. I samband med fusionen mellan Sparbanken Sverige och Föreningsbanken 1998 tog Snapphanebygdens Sparbank över de lokala Föreningsbankskontoren.
Den 6 mars 2014 tog banken över Sparbanken 1826:s kontor i Vittsjö, en verksamhet som hade sin bakgrund i Vittsjö sparbank. I september 2017 stängdes kontoret i Visseltofta. I september 2023 meddelade banken att även kontoret i Vittsjö skulle stängas, varefter Bjärnum skulle bli det enda kvarvarande kontoret.